# Oberleitungsbus München
| Streckenlänge: | Linienverkehr: 9,3 km Depotzufahrt: 0,2 km |                               |                               |
| Stromsystem: | 600 Volt =                                 |                               |                               |
| |                                            |                               |                               |
| \| \| 0,0 \| Romanplatz \| Romanplatz \| \| \| \| Hirschgartenallee \| \| \| \| \| Kemnatenstraße \| \| \| \| \| Herthastraße \| \| \| \| \| Laimer Unterführung \| \| \| \| 1,8 \| Laim Bahnhof \| Laim Bahnhof \| \| \| \| Fürstenrieder Straße \| \| \| \| \| Gotthardstraße \| \| \| \| \| Aindorferstraße \| \| \| \| \| Ammerseestraße \| \| \| \| \| Andreas-Vöst-Straße \| \| \| \| \| Gräfelfinger Straße \| \| \| \| 5,1 \| Waldfriedhof \| Waldfriedhof \| \| \| \| Waldfriedhof Haupteingang \| \| \| \| \| Drygalski-Allee \| \| \| \| \| Machtlfinger Straße \| \| \| \| \| Geisenhausenerstraße \| \| \| \| 8,0 \| Ratzingerplatz \| Ratzingerplatz \| \| \| \| Depot Aidenbachstraße \| \| \| \| 8,5 \| Hofmannstraße \| Hofmannstraße \| \| \| \| Bahnstrecke München–Lenggries \| \| \| \| 9,3 \| Wolfratshauser Straße \| Wolfratshauser Straße \| |                                            |                               |                               |
| U-Bahn-Kopfbahnhof Streckenanfang (Strecke außer Betrieb) | 0,0                                        | Romanplatz                    | Romanplatz                    |
| U-Bahn-Haltepunkt / Haltestelle (Strecke außer Betrieb) |                                            | Hirschgartenallee             | Hirschgartenallee             |
| U-Bahn-Haltepunkt / Haltestelle (Strecke außer Betrieb) |                                            | Kemnatenstraße                | Kemnatenstraße                |
| U-Bahn-Haltepunkt / Haltestelle (Strecke außer Betrieb) |                                            | Herthastraße                  | Herthastraße                  |
| U-Bahn-Kreuzung mit Eisenbahn geradeaus unten (Strecke geradeaus außer Betrieb) |                                            | Laimer Unterführung           | Laimer Unterführung           |
| U-Bahn-Bahnhof (Strecke außer Betrieb) | 1,8                                        | Laim Bahnhof                  | Laim Bahnhof                  |
| U-Bahn-Haltepunkt / Haltestelle (Strecke außer Betrieb) |                                            | Fürstenrieder Straße          | Fürstenrieder Straße          |
| U-Bahn-Haltepunkt / Haltestelle (Strecke außer Betrieb) |                                            | Gotthardstraße                | Gotthardstraße                |
| U-Bahn-Haltepunkt / Haltestelle (Strecke außer Betrieb) |                                            | Aindorferstraße               | Aindorferstraße               |
| U-Bahn-Haltepunkt / Haltestelle (Strecke außer Betrieb) |                                            | Ammerseestraße                | Ammerseestraße                |
| U-Bahn-Haltepunkt / Haltestelle (Strecke außer Betrieb) |                                            | Andreas-Vöst-Straße           | Andreas-Vöst-Straße           |
| U-Bahn-Haltepunkt / Haltestelle (Strecke außer Betrieb) |                                            | Gräfelfinger Straße           | Gräfelfinger Straße           |
| U-Bahn-Bahnhof (Strecke außer Betrieb) | 5,1                                        | Waldfriedhof                  | Waldfriedhof                  |
| U-Bahn-Haltepunkt / Haltestelle (Strecke außer Betrieb) |                                            | Waldfriedhof Haupteingang     | Waldfriedhof Haupteingang     |
| U-Bahn-Haltepunkt / Haltestelle (Strecke außer Betrieb) |                                            | Drygalski-Allee               | Drygalski-Allee               |
| U-Bahn-Haltepunkt / Haltestelle (Strecke außer Betrieb) |                                            | Machtlfinger Straße           | Machtlfinger Straße           |
| U-Bahn-Haltepunkt / Haltestelle (Strecke außer Betrieb) |                                            | Geisenhausenerstraße          | Geisenhausenerstraße          |
| U-Bahn-Bahnhof (Strecke außer Betrieb) | 8,0                                        | Ratzingerplatz                | Ratzingerplatz                |
| U-Bahn-Betriebs-/Güterbahnhof Streckenanfang und quer (Strecke außer Betrieb) · U-Bahn-Abzweig geradeaus und nach rechts (Strecke außer Betrieb) |                                            | Depot Aidenbachstraße         | Depot Aidenbachstraße         |
| U-Bahn-Bahnhof (Strecke außer Betrieb) | 8,5                                        | Hofmannstraße                 | Hofmannstraße                 |
| U-Bahn-Kreuzung mit Eisenbahn geradeaus unten (Strecke geradeaus außer Betrieb) |                                            | Bahnstrecke München–Lenggries | Bahnstrecke München–Lenggries |
| U-Bahn-Kopfbahnhof Streckenende (Strecke außer Betrieb) | 9,3                                        | Wolfratshauser Straße         | Wolfratshauser Straße         |

Der Oberleitungsbus München war der Oberleitungsbus-Betrieb der bayerischen Hauptstadt. Er verkehrte vom 28. April 1948 bis zum 28. April 1966, wurde von den Verkehrsbetrieben der Stadtwerke München (SWM) betrieben und ergänzte die Straßenbahn München. Elektrisch bedient wurde nur eine 9,3 Kilometer lange Tangentialstrecke mit 19 Haltestellen in den westlichen Stadtbezirken Münchens. Auf ihr verkehrten eine beziehungsweise ab 1953 zwei Linien; sie waren zur Abgrenzung von den Autobus-Linien bis 1962 mit dem Zusatz „O“ für Oberleitungsbus gekennzeichnet. Umgangssprachlich-mundartlich nannte man ihn Stangerlbus, abgeleitet von Stangerlwagen für eine Straßenbahn mit Stangenstromabnehmer.

## Geschichte

### Aufschwung
Die ersten Oberleitungsbusse Münchens verkehrten auf einer zunächst 3,3 Kilometer langen Linie vom Bahnhof Laim durch die Fürstenrieder Straße zum Waldfriedhof. Zur Eröffnung standen zwei Wagen zur Verfügung. An den Endpunkten wendeten sie zunächst provisorisch mittels Wendedreiecken, in Laim befand sich die Spitzkehre in der Helmpertstraße. Der Einsatz von Anhängern war daher anfangs noch nicht möglich. Ebenfalls vorübergehend wurden die Fahrzeuge im ehemaligen Straßenbahn-Betriebshof Nummer 3 Westendstraße östlich des Laimer Platzes untergebracht. Dorthin mussten sie über eine Entfernung von mehr als einem Kilometer durch die Gotthard- und die Zschokkestraße geschleppt werden.
Zum 7. Mai 1949 wurde die Linie am südlichen Streckenende durch die Boschetsrieder Straße um 3,4 Kilometer bis zur Hofmannstraße in Obersendling verlängert. Etwa 200 Meter südlich des Ratzingerplatzes, an der Kreuzung der Gmunder Straße mit der Aidenbachstraße und in direkter Nachbarschaft zum ehemaligen Straßenbahnbetriebshof Nummer 6 Hofmannstraße, befand sich fortan auch das eigenständige Obus-Depot. Am 5. September 1949 ging schließlich der 800 Meter lange Abschnitt von der Hofmannstraße nach Thalkirchen in Betrieb, die Endstation war bei der Einmündung der Boschetsrieder Straße in die Wolfratshauser Straße. Letzte Neueröffnung war die nördliche Verlängerung von Laim durch die Wotanstraße zum Romanplatz in Nymphenburg am 25. Oktober 1953, diese war 1,8 Kilometer lang. Auch nach Fertigstellung bedienten nicht alle Kurse die Gesamtstrecke, sowohl am Bahnhof Laim als auch am Waldfriedhof und an der Hofmannstraße standen Zwischen-Wendeschleifen für Verstärkerfahrten zur Verfügung.
Zeitweise geplante Erweiterungen zu einer um die Altstadt herum führenden Ringlinie konnten nicht realisiert werden. Diese wäre etwa 35 Kilometer lang gewesen und hätte von Obersendling über Harlaching, Giesing, Bogenhausen, Oberföhring, Freimann, Milbertshofen, Moosach und Nymphenburg zurück nach Obersendling geführt. Für den weiteren Ausbau des Oberleitungsbusses gab es bereits Bauvorleistungen: So etwa eine Fahrleitung in der Straße Greinerberg, im Anschluss an die Thalkirchner Endhaltestelle und beim Waldfriedhof ein in westliche Richtung führender Abzweig in die Würmtalstraße.

### Niedergang
Statt zum weiteren Ausbau führten wirtschaftliche Gründe schließlich zur sukzessiven Umstellung auf Omnibusbetrieb. Dies betraf zunächst ab dem 4. November 1962 den Abschnitt Hofmannstraße – Wolfratshauser Straße. Im Zusammenhang mit der Verlängerung der Straßenbahnlinie 8 folgte am 19. Dezember 1964 der Abschnitt Ratzingerplatz – Hofmannstraße und schließlich am 10. April 1966 das nördliche Teilstück Romanplatz – Bahnhof Laim.
Der zunehmende Straßenausbau im Zuge des Äußeren Rings bedeutete letztlich das endgültige Aus für den Münchner Obus. Ausschlaggebend hierfür waren vor allem die Bauarbeiten im Bereich der Anschlussstelle München-Kreuzhof der 1966 eröffneten Bundesautobahn 95. Ursprünglich sollte Freitag, der 29. April 1966 der letzte Betriebstag des verbliebenen Teilstücks Laim Bahnhof–Ratzingerplatz sein, es wurde zuletzt ohnehin nur noch in den Hauptverkehrszeiten bedient. Infolge eines Blitzeinschlags in die Fahrleitung verkehrte der Obus dann aber schon am Vorabend ein letztes Mal. Bis in die Gegenwart erinnert südlich des Bahnhofs Laim die verwaiste Wendeschleife vor dem Gebäude des Werbe-Spiegels an den Oberleitungsbus München.
Die ursprünglich vorgesehene Obus-Ringlinie verkehrte schließlich zwischen 1965 und 1972 als Omnibuslinie 60. Heute fahren auf der früheren Obus-Strecke die MetroBus-Linie 51 und in den Hauptverkehrszeiten zusätzlich die StadtBus-Linie 151. Mittelfristig soll auf dieser Westtangente genannten Verbindung eine Straßenbahnlinie eingerichtet werden.

## Linienübersicht
|                                      | Hauptlinie | Hauptlinie                         | Hauptlinie | Verstärkerlinie | Verstärkerlinie             | Verstärkerlinie |
| ------------------------------------ | ---------- | ---------------------------------- | ---------- | --------------- | --------------------------- | --------------- |
| ab 28. April 1948                    | O32        | Laim Bahnhof–Waldfriedhof          | 3,3 km     | keine           | keine                       | keine           |
| ab 7. Mai 1949                       | O32        | Laim Bahnhof–Hofmannstraße         | 6,7 km     | keine           | keine                       | keine           |
| ab 5. September 1949                 | O32        | Laim Bahnhof–Wolfratshauser Straße | 7,5 km     | keine           | keine                       | keine           |
| ab 25. Oktober 1953                  | O32        | Romanplatz–Wolfratshauser Straße   | 9,3 km     | O33             | Laim Bahnhof–Hofmannstraße  | 6,7 km          |
| ab 2. Oktober 1961                   | O41        | Romanplatz–Wolfratshauser Straße   | 9,3 km     | O42             | Laim Bahnhof–Hofmannstraße  | 6,7 km          |
| ab 22. April 1962                    | 41         | Romanplatz–Wolfratshauser Straße   | 9,3 km     | 42              | Laim Bahnhof–Hofmannstraße  | 6,7 km          |
| ab 4. November 1962                  | 41         | Romanplatz–Hofmannstraße           | 8,5 km     | 42              | Laim Bahnhof–Hofmannstraße  | 6,7 km          |
| ab 19. Dezember 1964                 | 41         | Romanplatz–Ratzingerplatz          | 8,0 km     | 42              | Laim Bahnhof–Ratzingerplatz | 6,2 km          |
| ab 11. April 1965                    | 58         | Romanplatz–Ratzingerplatz          | 8,0 km     | E58             | Laim Bahnhof–Ratzingerplatz | 6,2 km          |
| ab 10. April 1966 bis 28. April 1966 | keine      | keine                              | keine      | E58             | Laim Bahnhof–Ratzingerplatz | 6,2 km          |

Zeitweise wurde der Endpunkt Wolfratshauser Straße auch von der jeweiligen Hauptlinie nur an Sonntagen und nur in der Sommersaison bedient.

## Fahrzeuge
Beim Oberleitungsbus München waren trotz der kurzen Lebensdauer zwei Fahrzeuggenerationen im Einsatz. Zur Eröffnung beschafften die Stadtwerke bei den ortsansässigen Unternehmen Krauss-Maffei (Fahrgestell) und Rathgeber (Karosserie) 15 Zweiachser des Typs KME 130, die auf dem Dieselbusmodell KMO 130 basierten. Ihre elektrische Ausrüstung wurde von BBC (Wagen 1, 6, 7, 10–12, 14 und 15) beziehungsweise SSW (Wagen 2–5, 8, 9 und 13) zugeliefert. Die BBC-Wagen waren dabei mit einer Leistung von 125 PS etwas stärker motorisiert als die SSW-Wagen mit 120 PS. Die meisten Fahrzeuge dieser Serie wurden 1958 ausgemustert, nur die Wagen 13 und 15 verkehrten noch bis 1960 beziehungsweise 1964.
Die zweite Generation Münchner Obusse bestand aus 18 dreitürigen Zweiachsern mit Fahrgastfluss. Sie wurden in den Jahren 1955 bis 1959 geliefert, ihre Typenbezeichnung lautete KME 160 – abgeleitet vom Omnibustyp KMO 160. Hersteller war wiederum Krauss-Maffei, die elektrischen Ausrüstungen übernahm man weitgehend gebraucht von den ausgemusterten Wagen der ersten Generation. Aus dieser Serie mit den Betriebsnummern 1 bis 18, sie waren alle bis 1966 im Bestand, blieben nur zwei Wagen erhalten. Wagen 2 war bis 1986 bei einem Murnauer Unternehmen als Bauwagen eingesetzt, Wagen 14 diente bis 1998 der Bavaria Film als Werkstatt für Spezialeffekte. Beide Fahrzeuge gelangten in die Obhut des Omnibus-Clubs München e. V. Der Verein ist derzeit damit beschäftigt, einen der beiden Wagen in den Originalzustand zurückzuversetzen, der andere wird als Ersatzteilspender verwendet. Zudem befindet sich ein Anhänger in der Aufarbeitung.
Zusätzlich standen den Obussen der beiden Serien zusammen 23 Anhänger zur Verfügung. Darunter 15 des Baujahrs 1948 mit den Nummern 21 bis 35 und acht von 1955 mit den Nummern 51 bis 58.

## Sonstiges
- Bereits 1912 gab es ein Projekt für eine „gleislose Bahn“ von Neuhausen nach Sendling; sie sollte nach dem damals zeitgemäßen System Mercédès-Électrique-Stoll ausgeführt werden.[6] Kriegsbedingt konnte dieses Vorhaben jedoch nicht mehr verwirklicht werden.
- Im Verkehrszentrum des Deutschen Museums ist seit 2006 ein vom Oberleitungsbus Solingen stammender Obus des Typs MAN SL 172 HO ausgestellt.
- Die Stadtwerke München übernahmen auch die anfängliche Fahrerausbildung sowie die alle zwei Jahre fällige Spurerneuerung der gummigelagerten Achsen für den Oberleitungsbus Regensburg, der von 1953 bis 1963 existierte und ebenfalls mit Krauss-Maffei-Fahrzeugen betrieben wurde.[7]